# Cilici

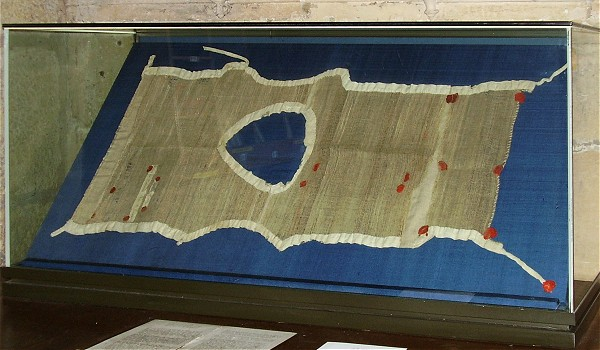
Cilici de Lluís IX de França, conservat a l'església de Sant Aspais a Melun

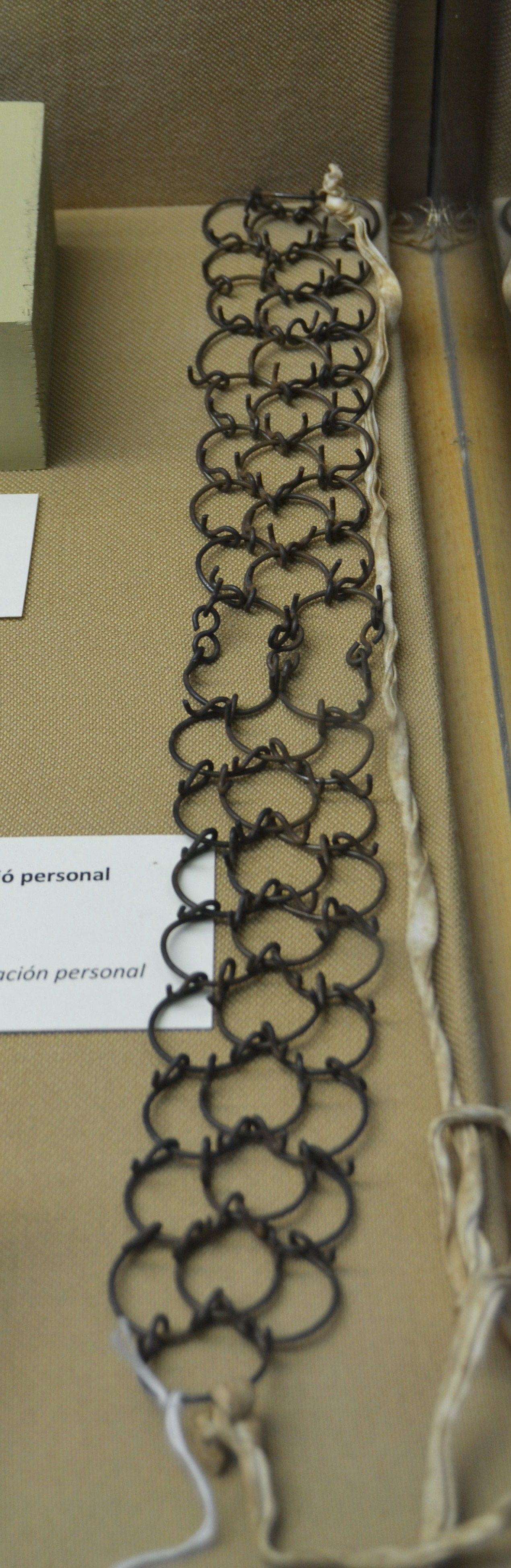
Cilici de ferro de la segona meitat del segle XIX
Museu Soler Blasco (Xàbia)

Un cilici és una camisa aspra, cinyell de cerres o de cadenetes de ferro amb garfins, portats damunt la pell. Els garfins o el teixit hirsut causen molèstia i dolor autoinfligit, utilitzat per certs catòlics per esperit de mortificació. El nom prové dels crins rasposos de les cabres de Cilícia que solien utilitzar-se per la seva fabricació. Ja se'n parla al Levític i a l'Èxode.
Sol usar-se com eina de mortificació a l'Església Catòlica Romana per tal d'expiar els seus pecats propis o els dels altres, com expiació faç al seu Déus. Els creients hi veuen una manera de participar voluntàriament a la passió de Jesús. El costum origina al segle iv. Quan Constantí I el Gran va legitimar el cristianisme i fer-ne una religió d'estat, les vies vers el martiri i la santedat immediata com mostra de devoció van desaparèixer, els devots van cercar altres maneres per demostrar la seva dedicació, com l'ascetisme extrem, l'auto-flagel·lació i diverses formes de mortificació, com a portar el cilici. Aquest accessori de moda per homes i dones era molt generalitzat a Catalunya del segle xiii al segle xv.
El jurista i escriptor valencià Vicent Blasco Ibáñez va ser un dels primers per criticar les idees de mortificació del catolicisme espanyol de la seva època que depreciava les ciències positives i que considerava tots els avenços mèdics com bagatel·les per tenir la gent boja i lluny de la fe. A la seva novel·la El intruso (1904) cita el cas d'una dona que descuidava la seva higiene personal i que cada vegada portava amb més retard la seva roba a rentar, amb esquitxos de sang. Ningú no ho entenia fins que van trobar al seu llit «un horrible cinturón de esparto, un cilicio de los más sencillos que fabricaban ciertas monjitas de Begoña». Nietzsche escriví al Crepuscle dels ídols: «Però atacar les passions per la seua arrel significa també atacar per l'arrel la vida mateixa: la pràctica de l'Església és hostil a la vida ...»
Encara avui dia és portat per certs ordes, pels afiliats d'Opus Dei però menys freqüentment pels laics. Entre el catòlics devots que van portar el cilici hom cita, entre d'altres, Thomas More, John Henry Newman i més recentment Teresa de Calcuta, Pau VI i Joan Pau II. Jordi Petit testimoneja que el 1967 un guia espiritual de l'Opus Dei li va imposar el port del cilici i xapes d'ampolles dins de les sabates per expiar el seu «pecat», quan als tretze anys va confessar-li que era homosexual, Es posa la qüestió quant de nois van haver de sofrir aquest maltractament durant el franquisme. Continua sent utilitzat en teràpies de «conversió» per a homosexuals practicades per saludadors catòlics.
Del punt de vist psiquiàtric l'automutilació no-suïcidal segons el Manual Diagnòstic dels Trastorns Mentals (DSM IV) sovint és un símptoma d'una greu afecció subjacent tot i pot presentar-se també amb persones sense manifesta diagnosi clínica.

## El cilici a la literatura catalana
- La novel·la Pell de Cilici (2003) de Josep Pastells[16] s'inspira de les pràctiques d'Opus Dei.
- Cilici (2009), poemes de Jaume Cristòfol Pons Alordo[17]
- «Ara i aquí, voler cantar és un vici

però d'aquells que donen poc plaer i massa dolor.
És com portar un cilici
arran de cor, arran de veu i de cançó.» (Miquel Pujadó)